# C10H6N4O7
化学式C10H6N4O7（摩尔质量：294.18 g/mol）可以指：
- 1-甲基-3,6,8-三硝基-2-喹诺酮，CAS号：98993-72-7
- 2-(5-硝基-2-呋喃亚甲基)-5-硝基-2-呋喃甲酰肼，CAS号：854703-61-0
- 1-(2,4-二硝基苯基)-5-羟基吡唑-3-甲酸，CAS号：2613634-56-1
- 5-(2-羟基-3,5-二硝基亚苄基)咪唑烷-2,4-二酮，CAS号：357170-44-6

|  | 这个同类索引页列出了具有相同分子式的化学物（即同分異構體）条目。 除非您是有意链接至本页，否则应将相应条目的内部链接指向正确的条目。 |